# Spansk kölödla
Spansk kölödla (Algyroides marchi) är en ödleart som beskrevs av José Antonio Valverde 1958. Arten ingår i släktet kölödlor, och familjen egentliga ödlor. IUCN kategoriserar den spanska kölödlan globalt som starkt hotad.

## Underarter
Arten delas in i följande underarter:
- A. m. niethammeri
- A. m. marchi

## Utbredning
Den spanska kölödlan lever i sydöstra Spanien, mestadels i bergskedjorna Alcaraz, Cazorla och Segura. Den lever i ett antal isolerade grupper på höjder mellan 700 och 1 700 meter över havet.

## Levnadssätt
Den spanska kölödlan återfinns oftast i klippiga områden, i eller nära skogsområden. Arten hittas ofta på skuggiga platser och nära vattendrag. Honorna lägger mellan ett och fem ägg.